# سالاد شیلیایی
سالاد شیلیایی یا انسالادا چیلینا سالادی است که حاوی گوجه فرنگی، پیاز، گشنیز و روغن زیتون و گاهی فلفل چیلی است.
ممکن است پیاز را در آب نمک در حال جوش خیس کنید تا نرم شود و تیزی آن کم شود. همچنین ممکن است آن را به مدت یک ساعت یا بیشتر در آب سرد خیس کنید یا با سرکه ترشی کنید.